# Unidos do Herval
Unidos do Herval é uma escola de samba da cidade de Herval d'Oeste, que participa do carnaval de Joaçaba. sendo conhecida pelos seus contagiantes sambas, mesmo quando a falta de recursos a impediu de fazer grandes carnavais. Conta com aproximadamente 1200 componentes.

## História
As origens da Unidos do Herval vêm do final dos anos 50, quando um grupo de cerca de 70 casais, conhecidos na época como “Que Murmurem”, começou a brincar o carnaval pelas ruas e clubes de Herval d’Oeste e Joaçaba. No início dos anos 70, este grupo foi dissolvido e, em, 1979 voltou com o nome de Escola de Samba Unidos do Herval. No ano seguinte, com o enredo “A Locomotiva”, a escola obteve o primeiro lugar no desfile.
Em 6 de março de 1981, a escola foi fundada oficialmente, com o nome de Sociedade Esportiva Unidos do Herval e adotou as cores preto, vermelho, amarelo e branco e a águia como símbolo.
Após o recesso do carnaval de rua de Joaçaba e Herval d’Oeste, a escola voltou para a avenida no começo da década de 1990 como um bloco. Em 1996, adotou o nome de Grêmio Recreativo Esportivo Cultural e Escola de Samba Unidos do Herval, e desfilou com o enredo ”As Quatro Estações”.
Em 2002, a escola dividiu o título com a Vale Samba. Mas foi a partir de 2005 que a escola passou a profissionalizar seu carnaval, melhorando significativamente seus desfiles. No carnaval de 2008, a Unidos obteve a segunda colocação, com o enredo “Amizade. A Unidos no voo da águia vai trançando essa Rota. Sete cidades-tesouro, destino de felicidade.” enredo que tratava da Rota da Amizade. No carnaval de 2009 a escola apresentou o enredo “O Papel do Papel”, desenvolvido por Alexandre Louzada, também carnavalesco da escola de samba GRES Beija-Flor de Nilópolis e tricampeão do carnaval carioca.
Em 2010 trouxe as festas de outubro de Santa Catarina para a avenida com o enredo "Das maravilhas do Sul, Outubro é festa em Santa Catarina" trazendo como intérprete oficial:Nélio Marins, irmão do consagrado Quinho, que já foi cantor da Unidos da Ponte. em 2011, quando completou 30 anos oficialmente, veio com o enredo "Le Crème Gelato" que contou a história do sorvete.

### Presidentes
| Período     | Presidente            | Ref. |
| ----------- | --------------------- | ---- |
| 1996        | Carlos Tratski        |      |
| 1997        | Zilmar Mattiuz        |      |
| 2000        | Leonice Silva         |      |
| 2001 - 2002 | Barbara Pogorzelski   |      |
| 2003 - 2004 | Paulo Rusky           |      |
| 2005 - 2006 | Iria Matevi           |      |
| 2007 - 2010 | Ricardo Nodari        |      |
| 2011 - 2014 | Sérgio de Giacometti  |      |
| 2015 - 2018 | Neocindo Trevisan     |      |
| 2019- 2020  | Sérgio de Giacometti  |      |
| 2020 - 2022 | Pedro Nogueira Junior |      |

### Diretores
| Ano  | Diretor geral de evolução | Mestre de bateria | Ref. |
| ---- | ------------------------- | ----------------- | ---- |
| 2018 | Fábio de Giacometti       | Mestre Max        |      |
| 2019 | Fábio de Giacometti       | Mestre Max        |      |
| 2020 | Fábio de Giacometti       | Mestre Max        |      |

### Coreógrafo
| Ano  | Nome                           | Ref. |
| ---- | ------------------------------ | ---- |
| 1997 | Carlos Tratski                 |      |
| 2000 | Michele Dalapria               |      |
| 2005 | Monica Pozzebon                |      |
| 2006 | Monica Pozzebon                |      |
| 2008 | Ágatha Cristina Speck          |      |
| 2009 | Jair Moraes                    |      |
| 2010 | Jair Moraes                    |      |
| 2011 | Jair Moraes                    |      |
| 2012 | Júlio Alberguini               |      |
| 2013 | Júlio Alberguini               |      |
| 2014 | Júlio Alberguini               |      |
| 2015 | Monica Pozzebon                |      |
| 2016 | Monica Pozzebon                |      |
| 2017 | Monica Pozzebon                |      |
| 2018 | Monica Pozzebon                |      |
| 2019 | Monica Pozzebon                |      |
| 2020 | Nali Pasquali e Danrlei Santos |      |

### Casal de mestre-sala e porta-bandeira
| Ano  | Nome                                 | Ref. |
| ---- | ------------------------------------ | ---- |
| 1996 | Vilson Vivan e Mara Heberle          |      |
| 1997 | Vilson Vivan e Mara Heberle          |      |
| 2000 | Vilson Vivan e Andrea de Souza       |      |
| 2007 | Ademir e Ieda Cristina               |      |
| 2008 | Ademir e Ieda Cristina               |      |
| 2009 | Vilson Vivan e Ieda Cristina         |      |
| 2010 | Jonas André e Ieda Cristina          |      |
| 2011 | Leleco da Ilha e Marluce Melo        |      |
| 2012 | Júlio Alberguini e Fernanda Zamoner  |      |
| 2013 | Júlio Alberguini e Fernanda Zamoner  |      |
| 2014 | Júlio Alberguini e Fernanda Zamoner  |      |
| 2015 | Matheus Katschi e Gabrielle Trevisan |      |
| 2016 | Matheus Katschi e Gabrielle Trevisan |      |
| 2017 | Matheus Katschi e Gabrielle Trevisan |      |
| 2018 | Rodrigo Salla e Camila Schaly        |      |
| 2019 | Rodrigo Salla e Alexia Etges         |      |
| 2020 | Wilson Nichelle e Nali Pasquali      |      |

### Rainhas de bateria
| Período | Nome              | Ref. |
| 1996    | Suzana Nascimento |      |
| 1997    | Suzana Nascimento |      |
| 2000    | Mara Damásio      |      |
| 2009    | Saionara Henrique |      |
| 2010    | Saionara Henrique |      |
| 2011    | Saionara Henrique |      |
| 2012    | Tainara Natus     |      |
| 2013    | Tainara Natus     |      |
| 2014    | Chaiane Lima      |      |
| 2015    | Chaiane Lima      |      |
| 2016    | Jéssica Sartori   |      |
| 2017    | Jéssica Sartori   |      |
| 2018    | Jéssica Sartori   |      |
| 2019    | Fernanda Prim     |      |
| 2020    | Fernanda Prim     |      |

## Carnavais
| Ano                  | Colocação   | Enredo | Carnavalesco                                                                                                  | Ref.          |
| -------------------- | ----------- | --- | --- | ------------- |
| 1981                 | Campeã      | Puxa a locomotiva e leva para avenida o nosso Carnaval | |               |
| 1982                 | Vice-campeã | Tributo a Maria dos Prazeres | |               |
| 1983                 | Vice-campeã | Uma festa no céu | |               |
| 1996                 | 3º lugar    | Um tempo que não para. Uma explosão de emoções. O tempo flui: As quatro estações | Marlene Parisotto                                                                                             |               |
| 1997                 | 3º lugar    | Um causo do sul | Marlene Parisotto                                                                                             | [ 1 ]         |
| 1998                 | 3º lugar    | Viajei, sonhei e com a Unidos me encontrei | Paulo Dozza e Barbara Pogorzelski                                                                             | [ 1 ]         |
| 1999                 | 3º lugar    | Herval Dando uma de Carmem Miranda | Paulo Dozza e Barbara Pogorzelski                                                                             | [ 1 ]         |
| 2000                 | 3º lugar    | Do picadeiro pra avenida, a Unidos faz do circo um carnaval | Gerson Oliveira                                                                                               | [ 1 ]         |
| 2001                 | 3º lugar    | Com a Unidos o bicho vai pegar, mitos e lendas | Gerson Oliveira                                                                                               | [ 1 ]         |
| 2005                 | Campeã      | Axé, a Unidos enfeitiça com samba no pé | Gerson Oliveira                                                                                               | [ 1 ]         |
| Não Desfilou em 2003 |             | | |               |
| 2004                 | 3º lugar    | Unidos. Gol, paixão, alegria e emoção | Gerson Oliveira                                                                                               | [ 1 ]         |
| 2005                 | 3º lugar    | Com a Unidos a loira cai no samba | Flávia Pachely                                                                                                | [ 1 ]         |
| 2006                 | 3º lugar    | No encanto das águas, viaja a gota da pura magia | Flávia Pachely                                                                                                | [ 1 ]         |
| 2007                 | 3º lugar    | Para além do paraíso sonhado | Flávia Pachely                                                                                                | [ 1 ]         |
| 2008                 | Vice-campeã | Amizade. A Unidos no vôo da Águia vai trançando essa Rota. Sete cidades-tesouro, destino de felicidade                                                                                 | Alaôr Junior e Antônio Roberto                                                                                | [ 1 ]         |
| 2009                 | 3º lugar    | O papel do papel | Alexandre Louzada e Zezzo Henzze                                                                              | [ 3 ]         |
| 2010                 | 3º lugar    | Das Maravilhas do Sul, Outubro é Festa em Santa Catarina | Zezzo Henzze                                                                                                  | [ 4 ]         |
| 2011                 | 3º lugar    | Le Crème Gelato | Zezzo Henzze                                                                                                  | [ 5 ]         |
| 2012                 | 3º lugar    | É uma história. Um memorial. A Unidos canta a PAZ universal. | Zezzo Henzze                                                                                                  | [ 6 ]         |
| 2013                 | 3º lugar    | Alquimia curativa, a bula da vida. | Zezzo Henzze                                                                                                  | [ 7 ]         |
| 2014                 | Campeã      | Havante Unidos - Compra Que Eu Vendo Alegria! | Zezzo Henzze                                                                                                  | [ 8 ] [ 9 ]   |
| 2015                 | Vice-campeã | Chocolate - O manjar dos Deuses | Zezzo Henzze                                                                                                  | [ 10 ]        |
| 2016                 | Vice-campeã | A Unidos é o vento que levanta a poeira do chão | Zezzo Henzze                                                                                                  |               |
| 2017                 | Vice-campeã | Eu Profanei, Pulei, Brinquei, Foram as ordens do Rei | Zezzo Henzze                                                                                                  |               |
| 2018                 | 3º lugar    | Índio quer apito, se não der, pau vai comer! | Zezzo Henzze                                                                                                  |               |
| 2019                 | 3º lugar    | Tribal | Zezzo Henzze                                                                                                  |               |
| 2020                 | 3.º lugar   | Balacobaco | Zezzo Henzze                                                                                                  | [ 11 ] [ 12 ] |
| 2022                 |             | Em construção Compositores: André Filosofia, Nando do Cavaco, Leandrinho LV, Nellipe Costa, Xandinho Nocera, Diley Machado, Thiago Tarlher, Nino Smith, André Ricardo e Ronny Potolski | Jhean Fábio Nascimento Enredistas: Jhean Fábio Nascimento, Ronny Potolski, Thiago Tarlher e Rodrigo Bonjardim |               |